# Parwan
Parwan – prowincja w środkowym Afganistanie. Jej stolicą jest Czarikar. Powierzchnia wynosi 5974 km², a populacja w 2021 roku wyniosła ponad 751 tys. osób. Oprócz stolicy, ważnym miastem jest Bagram.
Prowincja Parwan dzieli się na 9 powiatów:
- Bagram
- Czaarikar
- Gorband
- Dżabul Saradż
- Kohi Safi
- Salang
- Szek Ali
- Szinwari
- Surkhi Parsa